# Nicht verdient
Nicht verdient è un singolo del rapper tedesco Capital Bra, pubblicato il 29 aprile 2020 come primo estratto dal settimo album in studio CB7.

## Descrizione e pubblicazione
Terza traccia del disco, Nicht verdient, che vede la partecipazione della rapper kosovaro-svizzera Loredana, è stato annunciato dal rapper insieme alla data di pubblicazione dell'album il 15 aprile 2020.

## Video musicale
Il video musicale, diretto da Heiko Hammer, è stato reso disponibile il 30 aprile 2020.

## Tracce
Testi di Capital Bra, Loredana e Zuna, musiche di Beatzarre & Djorkaeff e BuJaa Beats.
1. Nicht verdient (feat. Loredana) – 2:56

## Formazione
- Capital Bra – voce
- Loredana – voce aggiuntiva
- Marius Mahn – chitarra
- Beatzarre & Djorkaeff – produzione
- BuJaa Beats – produzione

## Classifiche

### Classifiche settimanali
| Classifica (2020) | Posizione massima |
| ----------------- | ----------------- |
| Austria           | 1                 |
| Germania          | 1                 |
| Svizzera          | 1                 |

### Classifiche di fine anno
| Classifica (2020) | Posizione |
| ----------------- | --------- |
| Austria           | 58        |
| Germania          | 57        |